# Chande
Chande – gaun wikas samiti w zachodniej części Nepalu w strefie Rapti w dystrykcie Salyan. Według nepalskiego spisu powszechnego z 2011 roku liczył on 876 gospodarstw domowych i 5236 mieszkańców (2760 kobiet i 2476 mężczyzn).